# The Time Machine (1978)
The Time Machine is een Amerikaanse televisiefilm uit 1978, gebaseerd op het boek de Tijdmachine van H.G. Wells. Het is de tweede verfilming van dit boek. De film werd geregisseerd door Henning Schellerup.

## Verhaal
De wetenschapper Neil Perry slaagt erin een werkende tijdmachine te bouwen. Wanneer hij hem uittest, belandt hij in een verre toekomst waar de mensheid is opgesplitst in de vredelievende Eloi en de monsterlijke Morlocks. Hij ontdekt tot zijn schok dat hij zelf deels verantwoordelijk is voor dit alles, daar een van zijn uitvindingen de ondergang van de mensheid zal betekenen.

## Rolverdeling
| Acteur           | Personage        |
| ---------------- | ---------------- |
| John Beck        | Neil Perry       |
| Priscilla Barnes | Weena            |
| Andrew Duggan    | Bean Worthington |
| Rosemary DeCamp  | Agnes            |
| Jack Kruschen    | John Bedford     |
| Whit Bissell     | Ralph Branly     |
| John Hansen      | Ariel            |
| R.G. Armstrong   | Gen. Harris      |
| John Doucette    | Sheriff Finley   |
| Parley Baer      | Henry Haverson   |

## Achtergrond
De film was een lowbudgetproductie, en werd derhalve ook niet al te best ontvangen door critici.
Whit Bissell, een van de acteurs uit de eerste film, heeft een gastrol in deze film.